# Castanopsis nephelioides
Castanopsis nephelioides är en bokväxtart som beskrevs av George King och Joseph Dalton Hooker. Castanopsis nephelioides ingår i släktet Castanopsis och familjen bokväxter. IUCN kategoriserar arten globalt som sårbar. Inga underarter finns listade.